# Esteve Plantada i Hermoso
Esteve Plantada i Hermoso (Granollers, Vallès Oriental, 1979) és un poeta i periodista català, actual Director del nou Congrés de Cultura Catalana, impulsat per la Fundació Congrés de Cultura Catalana.
Ha publicat els següents llibres de poesia: A l'ombra dels violins (1997, La Magrana), Kosovo. 25 poemes, 25 imatges (2000, Aire-F i Ajuntament de Granollers), Oblidar (2001, Emboscall), Temporari (2007, Tarafa Edicions); Els Llops (2009, La Garúa), llibre escrit a sis mans amb Laia Noguera i Joan Duran; Fosca límit (2015, AdiA Edicions) i Big Bang Llàtzer (2016, Lleonard Muntaner).
A banda de la seva trajectòria poètica, com a periodista ha sigut el cap de cultura de NacióDigital. Abans va ser l'editor de NacióGranollers.cat i articulista a diferents mitjans i revistes com ara Núvol, la Revista Caràcters o Barcelona Metropolis. Ha estat articulista d'El 9 Nou i ha exercit la crítica literària al diari Avui. També ha estat director de l'Ara Vallès. Actualment (2023) col·labora amb el setmanari El Temps.
És un dels editors d'Edicions Terrícola, conjuntament amb Laia Noguera i Joan Duran.

## Obra publicada
- A l'ombra dels violins (La Magrana, 1997). Premi Amadeu Oller per a poetes inèdits
- Kosovo. 25 poemes, 25 imatges (Aire-F, 2000). Suite de poemes per a una exposició
- Oblidar (Emboscall, 2001).
- Temporari (Tarafa, 2007). Premi Òmnium Cultural del Vallès Oriental.
- Els Llops (La Garua, 2009), coescrit amb Laia Noguera i Joan Duran.
- Fosca límit (AdiA edicions, 2015). Premi millor llibre de 2015 Llegir en cas d'incendi.
- Big Bang Llàtzer (Lleonard Muntaner, 2016). Premi de Poesia Mediterrània Pare Colom.
- Troncal (LaBreu, 2020).[13]
- Rastre quimera (Llibres del Segle, 2022).

## Premis i reconeixements
Ha guanyat els premis de poesia Premi Amadeu Oller per a poetes inèdits (1997) i el Premi de poesia Òmnium Cultural del Vallès, Estebanell i Pahissa (2006).
- Premi Amadeu Oller per a poetes inèdits (1997)
- Premi Òmnium Cultural de poesia del Vallès Oriental (2006)
- Premi de Comunicació Eugeni Xammar (2012)
- Premi Llegir en cas d'incendi a millor poemari de l'any (2015)
- Premi Pare Colom de poesia (2016)
- Premi Cadaqués a Rosa Leveroni (34è) (2021) per Rastre quimera. 2022. ISBN 978-84-8128-966-4.